# Eupolyodontes amboinensis
Eupolyodontes amboinensis är en ringmaskart som beskrevs av Malaquin och Dehorne 1907. Eupolyodontes amboinensis ingår i släktet Eupolyodontes och familjen Acoetidae. Inga underarter finns listade i Catalogue of Life.